# Jan Wiśniewski (ekonomista)

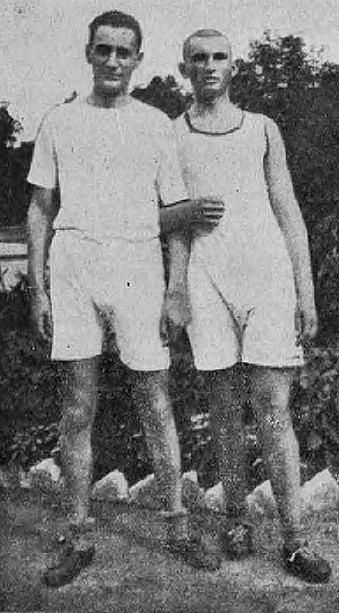
Uczestnicy chodu sportowego na 10 km podczas MP 1923 – od lewej Jan Wiśniewski (msc. 4) i Jan Wawelberg (5)

Jan Kanty Józef Wiśniewski (ur. 1904, zm. 1939) – ekonomista, doktor habilitowany, lekkoatleta.

## Życiorys
Urodził się w 1904, w rodzinie ziemiańskiej jako syn Ludwika i Stanisławy z Babczyńskich. Jego ojciec prowadził praktykę lekarską w Jadowie, był działaczem Związku Ludowo-Narodowego i posłem tej partii na Sejm Rzeczypospolitej Polskiej II kadencji. Wiśniewscy byli właścicielami majątku ziemskiego Ulasek k. Tłuszcza.
Jan po ukończeniu gimnazjum w 1922, podjął studia na Wyższej Szkole Handlowej w Warszawie, po uzyskaniu tytułu magistra został pracownikiem naukowym tej uczelni, w 1932 obronił pracę doktorską z dziedziny ekonomii. W 1934 habilitował się, w tym roku został nauczycielem akademickim, uczył w Zakładzie Statystyki WSH. Prowadził także prace w Instytucie Badania Koniunktur i Cen. Ukończył studia na Uniwersytecie Harvarda w USA.
Poza pracą naukową zajmował się sportem, uprawiał chód sportowy i biegi długodystansowe. Po zakończeniu kariery sportowej prowadził sekcję lekkoatletyczną w AZS Warszawa. Był jednym z założycieli Polskiego Związku Lekkiej Atletyki, a od 1928 wiceprzewodniczącym tego związku.
Żonaty z Leokadią z Wieczorkiewiczów – lekkoatletką, rekordzistka Polski w biegach średnich.
W 1939 r., po wybuchu II wojny światowej, został zmobilizowany i przydzielony jako oficer do Korpusu Ochrony Pogranicza, prawdopodobnie zginął pod koniec września pod Szackiem, podczas walk z sowietami.